# 1703
1703 (MDCCIII) fue un año común comenzado en lunes según el calendario gregoriano.

## Acontecimientos
- 14 de enero a 2 de febrero: Una serie de terremotos de 6,2 y 6,7 sacuden los montes Apeninos dejando un saldo de 10.000 muertos.
- 5 a 9 de diciembre («24 a 28 de noviembre» según el calendario juliano vigente en esas fechas en estas regiones): en el norte de Europa se produce la Gran Tormenta de 1703 ―la más violenta registrada en la Historia de las islas británicas―. Había comenzado dos semanas atrás con lluvias torrenciales, pero en estos cinco días fue catastrófica en un área de 500 kilómetros de anchura, desde Gales, el centro y el sur de Inglaterra, el mar del Norte, los Países Bajos y el norte de Alemania. El 8 destruyó el faro de Eddystone. Murieron sus seis ocupantes, incluido el constructor, el ingeniero británico Henry Winstanley (1644-1703). En todas las regiones se informaron tornados. El periodista y escritor británico Daniel Defoe (autor de Robinson Crusoe) escribió que fue «la más terrible tormenta que haya visto el mundo». Se hundieron muchos barcos de las flotas de guerra neerlandesas y británicas, con centenares de ahogados. En muchos lugares se produjeron marejadas ciclónicas. Las inundaciones generadas ahogaron a un número indeterminado de personas (entre 8000 y 15 000).
- 27 de diciembre: Portugal e Inglaterra firman el Tratado de Methuen por el que los vinos portugueses consiguen su posición de monopolio en el mercado británico. En virtud de este tratado, se subordina la economía portuguesa a la inglesa.
- 31 de diciembre: en Japón, se registra un terremoto de 8,2 que deja un saldo de más de 5.200 muertos, posiblemente hasta 200.000.
- En Rusia se funda la aldea de San Petersburgo.

## Arte y literatura
- El 12 de marzo, la Iglesia católica incluye los Cuentos y relatos en verso de Jean de La Fontaine en el Index librorum prohibitorum, prohibiendo la lectura de dicha obra a sus fieles.[1]
- En Italia, el músico Antonio Vivaldi (il prete rosso, ‘el cura pelirrojo’) es ordenado sacerdote (23 de marzo).

## Ciencia y tecnología
- Se encarga a Isaac Newton la custodia de la Casa de la Moneda y se le elige por vez primera presidente de la Real Sociedad de Londres.
- Publicación póstuma de la Dióptrica de Christian Huygens.

## Nacimientos
- 28 de junio: Juan Wesley, padre del metodismo
- 12 de junio: Jacobo Sedelmayer, misionero jesuita y explorador de la Nueva España (f. 1779);
- 17 de junio: John Wesley, pastor anglicano y teólogo cristiano británico (f. 1791);
- 23 de junio: María Leszczynska, reina consorte de Francia, esposa del rey Luis XV (f. 1768);
- 29 de septiembre: François Boucher, pintor francés (f. 1770);
- 5 de octubre: Jonathan Edwards, pastor congregacional y teólogo estadounidense;
- 13 de octubre: Francisco Jiménez de Tejada, Gran maestre de la Orden de Malta;
- José Francisco de Isla, novelista y religioso jesuita español.

## Fallecimientos
- 2 de febrero: Ignacio Duarte y Quirós, sacerdote jesuita argentino, fundador del Colegio Montserrat (n. entre 1618 y 1620).
- 3 de marzo: Robert Hooke, físico británico (n. 1635).
- 31 de marzo: Johann Christoph Bach, organista y compositor alemán.
- 16 de mayo: Charles Perrault, escritor francés (n. 1628).
- 26 de mayo: Samuel Pepys, parlamentario y cronista británico (n. 1633).
- 28 de octubre: John Wallis, matemático británico (n. 1616).
- 30 de noviembre: Nicolas de Grigny, compositor francés (n. 1672).